# 小姓を伴うアルフォンソ・ダヴァロスの肖像
『小姓を伴うアルフォンソ・ダヴァロスの肖像』（こしょうをともなうアルフォンソ・ダヴァロスのしょうぞう、伊: Ritratto di Alfonso d'Avalos con paggio、英: Portrait of Alfonso d'Avalos with a Page）は、イタリア盛期ルネサンスのヴェネツィア派の巨匠ティツィアーノ・ヴェチェッリオが1533年に制作した肖像画である。描かれている人物は、神聖ローマ皇帝カール5世に仕えた将軍のアルフォンソ・ダヴァロスである。2004年以来、ロサンゼルスのJ・ポール・ゲティ美術館に所蔵されている。『ヴィーナスとアドニス』と『悔悛するマグダラのマリア』に次ぎ、同美術館に入った3点目のティツィアーノ作品であった。

## 作品

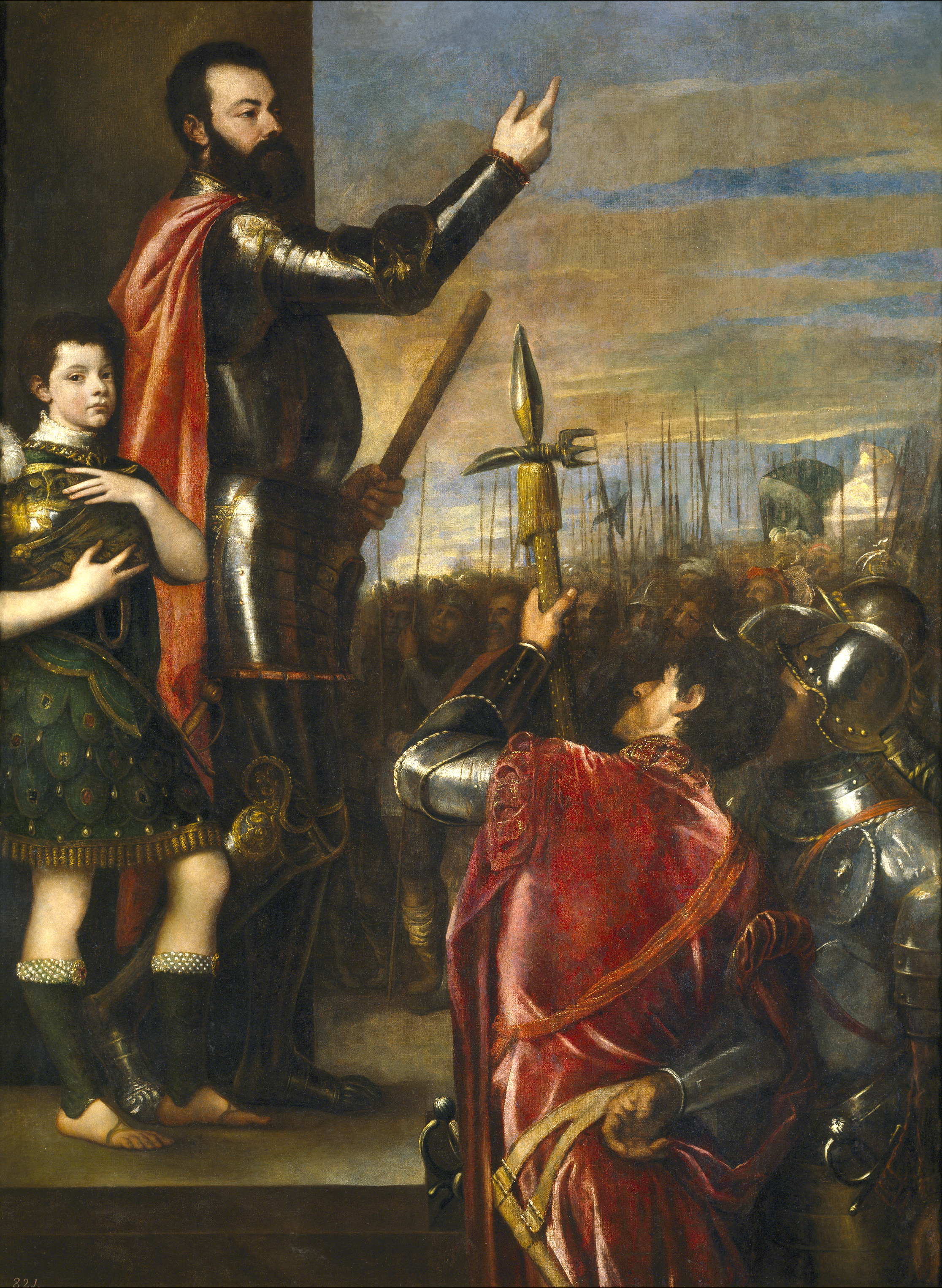
ティツィアーノ『軍隊に演説するアルフォンソ・ダヴァロス』(1540-1541年)、プラド美術館、マドリード

ティツィアーノのこのアルフォンソ・ダヴァロスの肖像画は1533年の冬にボローニャで描かれた。彼を見上げる小姓を伴い、鎧姿のダヴァロスは、神聖ローマ皇帝カール5世の下でミラノ総督、イタリアにおける皇帝軍総指揮官として行使した絶大な権力を表している。 彼は自身の容貌に大変気を遣った人物としても知られる。
名高いスペイン系ナポリ貴族の家に生まれ、従兄弟のフェルディナント・フランチェスコの下で軍人となるべく訓練を受けた。数々の戦勝の後に、ダヴァロスは金羊毛騎士に叙された。この作品で、ダヴァロスは皇帝軍の指揮者にふさわしい精緻で美しい鎧の上に騎士団のカラーを身に着けている。画面下部左側では小姓が彼に兜を手渡している。ティツィアーノは、ダヴァロスに教養のある思慮深い男の真摯さを付与しつつ彼の権威を伝えている。
なお、ティツィアーノは後の1540-1541年に『軍隊に演説するアルフォンソ・ダヴァロス』 (プラド美術館) も描いている。

## 歴史
作品はモデルの人物の息子フランチェスコ・フェルディナンド・ダヴァロス（Francesco Ferdinando d'Avalos、1530年ごろ–1571年）に相続され、その後もおそらく、しばらくダヴァロス家にあったと思われる。作品は不明の時期にポーランドに移り、2人のポーランド王ヤン3世とスタニスワフ・アウグスト・ポニャトフスキに所有された。その後、おそらくポトツキ家に寄贈され、1921年までポトツキ家にあったが、その年、アルフレッド・ポトツキがマルティーヌ＝マリー＝ポル・ド・ベアグ（Martine-Marie-Pol de Béhague、1870–1939年）伯爵夫人に売却した。彼女は本作と彼女のコレクションを甥のユベール・ド・ガナイ (Hubert de Ganay) に残した。
1989年、ド・ガナイの遺産相続者たちは彼らのコレクションの大部分をモンテカルロのサザビーズの競売で売却し、翌年、保険会社のアクサがこのティツィアーノの作品を6,500万フランで購入した。アクサはルーヴル美術館に20年間作品を貸し出し、6,500万フランにインフレを加算した優先的価格で美術館が買い取る選択肢が用意された。ルーヴル美術館館長のピエール・ロザンベール (Pierre Rosenberg) により買取交渉が成立したが、次の館長のアンリ・ロワレット (Henri Loyrette) は期限の12年を経過させてしまったため、2003年にゲティ美術館が作品を7,000万ドルで購入することが可能となった。作品が個人の所有であり、フランスの国立美術館連合 (Réunion des Musées Nationaux) が購入に反対する決定を下したため、フランス政府は作品の国外での売却に拒否権を発動することができなかった。